# Département de Djiguenni

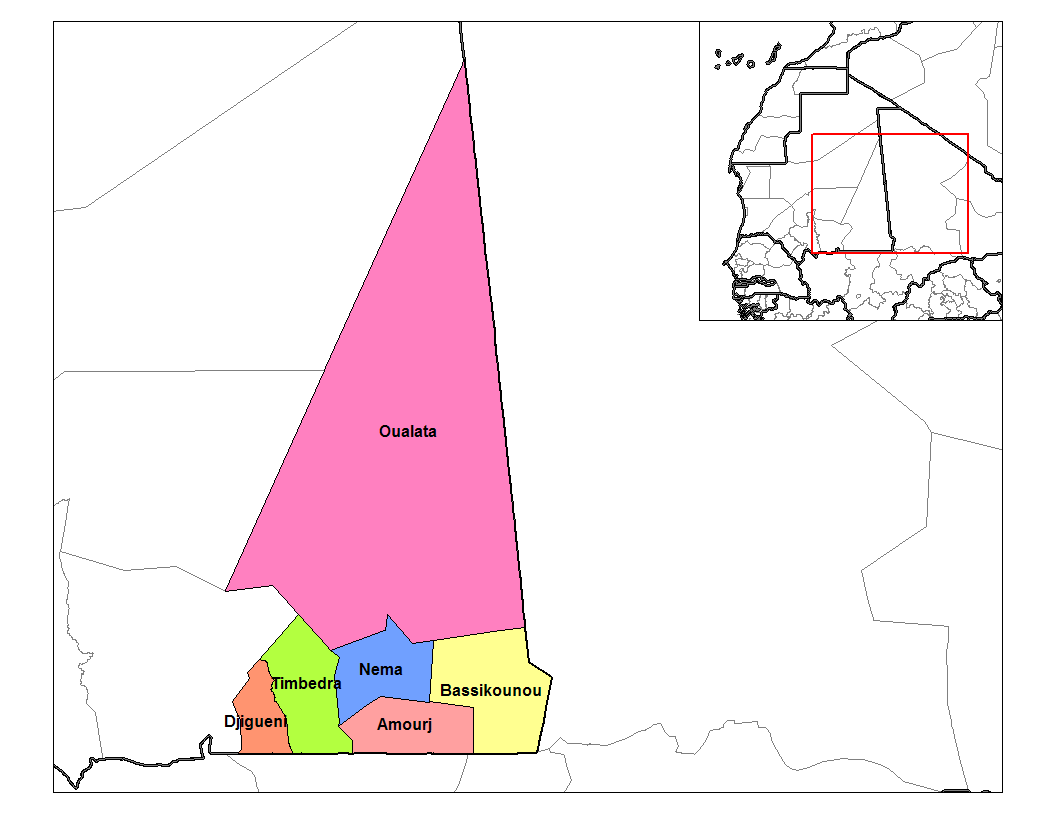
Les départements de Hodh Ech Chargui : Djiguenni au sud-ouest

Le département de Djiguenni est l'un des six départements (appelés officiellement Moughataa) de la région de Hodh Ech Chargui en Mauritanie.

## Liste des communes du département
Le département de Djiguenni est constitué de sept communes :
- Djiguenni
- Mabrouk
- Feirenni
- Beneamane
- Aoueinat Ezbel
- Ghlig Ehl Beye
- Ksar El Barka

En 2000, l'ensemble de la population du département de Djiguenni regroupe un total de 44 100 habitants (21 229 hommes et 22 881 femmes).